# Miconia tillettii
Miconia tillettii är en tvåhjärtbladig växtart som beskrevs av John Julius Wurdack. Miconia tillettii ingår i släktet Miconia och familjen Melastomataceae. Inga underarter finns listade i Catalogue of Life.